# Lijst van Belgische en Nederlandse deelnemers van Bilderbergconferenties

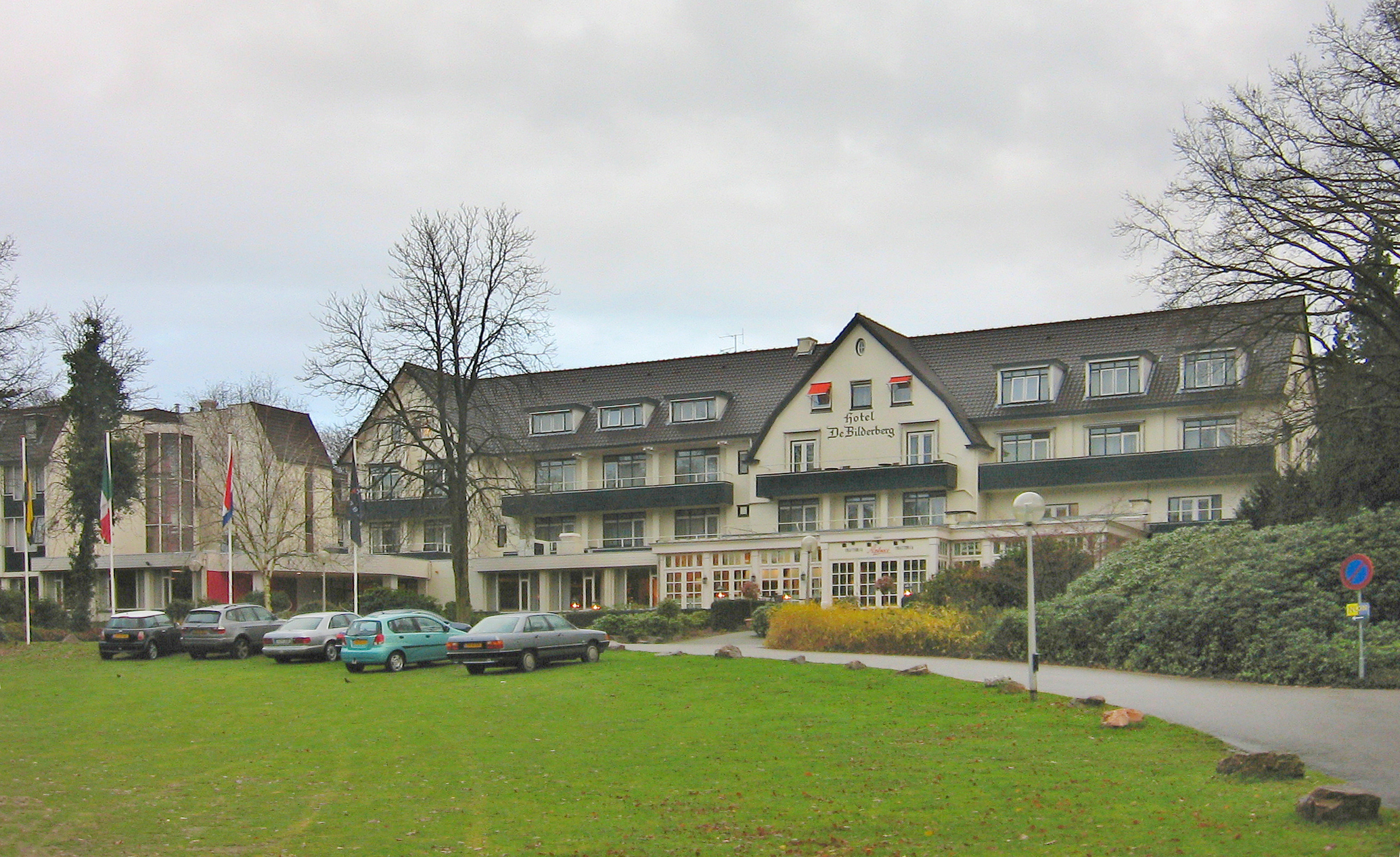
Hotel Bilderberg, waar de eerste conferentie doorging

Op deze pagina vindt u de Nederlandse en Belgische deelnemers van de Bilderbergconferentie sinds 2000.

## 2000

### Nederlandse deelnemers
Tijdens de conferentie van 1 juni tot 3 juni 2000 in het Chateau Du Lac Hotel te Genval, Brussel (België) zijn onder anderen de volgende personen aanwezig geweest:
- Koningin Beatrix
- Dick Benschop (staatssecretaris Europese Zaken)
- Victor Halberstadt (hoogleraar Economie, Rijksuniversiteit Leiden; voormalig secretaris Bilderberggroep)
- Jeroen van der Veer (Royal Dutch Shell)

### Belgische deelnemers
Erevoorzitter van de Bilderbergconferentie Etienne Davignon (voorzitter Generale Maatschappij van België)
- Jan Huyghebaert (voorzitter Almanij NV)
- Daniel E. Janssen (voorzitter Solvay N.V.)
- Maurice Lippens (voorzitter Fortis Bank)
- Ph. de Schoutheete de Tervarent (voormalig permanent vertegenwoordiger van België in de EU)

## 2001

### Nederlandse deelnemers
Tijdens de conferentie van 24 mei tot 27 mei 2001 te Stenungsund (Zweden) namen onder anderen de volgen personen deel:
- koningin Beatrix
- prins Willem-Alexander
- Antony Burgmans (voorzitter Unilever N.V.)
- Cees van der Hoeven (president Ahold N.V.)
- Ad Melkert (leider PvdA)
- Victor Halberstadt (hoogleraar Economie, Rijksuniversiteit Leiden; voormalig secretaris Bilderberggroep)

### Belgische deelnemers
- Erevoorzitter van de Bilderbergconferentie Etienne Davignon (voorzitter Generale Maatschappij van België, voormalig vicevoorzitter van de Europese Commissie)
- Jan Huyghebaert (voorzitter Almanij N.V.)

## 2002

### Nederlandse deelnemers
Op de conferentie van 30 mei tot 2 juni 2002 in het Westfields Marriott hotel te Chantilly, Virginia (Verenigde Staten van Amerika) waren onder anderen:
- koningin Beatrix
- Rijkman Groenink (voorzitter raad van bestuur ABN AMRO Bank N.V.)
- Victor Halberstadt (hoogleraar Economie, Rijksuniversiteit Leiden; voormalig secretaris Bilderberggroep)
- Ewald Kist (voorzitter raad van bestuur ING N.V.)
- Gerard Kleisterlee (president en CEO Koninklijke Philips Electronics N.V.)

### Belgische deelnemers
- Erevoorzitter van de Bilderbergconferentie Etienne Davignon (vicevoorzitter Generale Maatschappij van België)
- Jan Huyghebaert (voorzitter Almanij N.V.)
- Maurice Lippens (voorzitter Fortis)

## 2003

### Nederlandse deelnemers
Op de conferentie van 15 tot 18 mei 2003 te Versailles, Parijs (Frankrijk) waren onder anderen:
- koningin Beatrix
- Jaap de Hoop Scheffer (minister van Buitenlandse Zaken)
- Wim Kok (voormalig premier)
- Anthony Ruys (voorzitter Heineken N.V.)
- Klaas de Vries (lid Tweede Kamerfractie PvdA, voormalig minister van Binnenlandse Zaken)
- Victor Halberstadt (hoogleraar Economie, Rijksuniversiteit Leiden; voormalig secretaris Bilderberggroep)
- Jeroen van der Veer (Royal Dutch Shell)

### Belgische deelnemers
- Erevoorzitter van de Bilderbergconferentie Etienne Davignon (vicevoorzitter Generale Maatschappij van België)
- Willy Claes (minister van staat, voormalig minister van Buitenlandse Zaken en voormalig secretaris-generaal van de NAVO 1994-1995)
- prins Filip, de kroonprins van België

## 2004

### Nederlandse deelnemers
Tijdens de conferentie van 3 tot 6 juni 2004 te Stresa (Italië) waren onder anderen de volgende personen aanwezig:
- koningin Beatrix
- Antony Burgmans (voorzitter Unilever N.V.)
- Bert Koenders (lid Tweede Kamerfractie PvdA)
- Hans Wijers (voormalig minister van Economische Zaken; voorzitter AkzoNobel N.V.)
- Victor Halberstadt (hoogleraar Economie, Rijksuniversiteit Leiden; voormalig secretaris Bilderberggroep)
- Jeroen van der Veer (Royal Dutch Shell)

### Belgische deelnemers
- Erevoorzitter van de Bilderbergconferentie Étienne Davignon (vicevoorzitter Suez-Tractebel)
- Jean-Luc Dehaene (voormalig eerste minister, burgemeester van Vilvoorde)
- Jean-Pierre Hansen (voorzitter Suez Tractebel)
- prins Filip
- Dominique Struye de Swielande (permanent vertegenwoordiger van België, NAVO)

## 2005

### Nederlandse deelnemers
Tijdens de conferentie van 5 tot 8 mei 2005 in het Dorint Sofitel Seehotel Überfahrt Tegernsee te Rottach-Egern (Duitsland) waren onder anderen de volgende personen aanwezig:
- koningin Beatrix
- Jozias van Aartsen (fractievoorzitter VVD)
- Arthur Docters van Leeuwen
- Victor Halberstadt (hoogleraar Economie, Rijksuniversiteit Leiden;voormalig secretaris Bilderberggroep)
- Michel Tilmant (voorzitter ING N.V.)
- Neelie Kroes (Eurocommissaris van Mededinging)
- Jaap de Hoop Scheffer (NAVO)
- Jeroen van der Veer (Royal Dutch Shell)

### Belgische deelnemers
- Erevoorzitter van de Bilderbergconferentie Étienne Davignon (vicevoorzitter Suez-Tractebel)
- Jean-Pierre Hansen (voorzitter Suez-Tractebel)
- Jan Huyghebaert (voorzitter van de raad van bestuur, KBC Groep)
- prins Filip
- Anne-Marie Lizin

## 2006

### Nederlandse deelnemers
Tijdens de conferentie van 8 juni tot 11 juni 2006, gehouden in een hotel te Kanata, Ottawa in Canada, waren aanwezig:
- Victor Halberstadt (hoogleraar Economie aan de Universiteit van Leiden)
- Gerard Kleisterlee (Philips)
- Neelie Kroes (Eurocommissaris van Mededinging)
- koningin Beatrix
- Nout Wellink (De Nederlandsche Bank)
- Ed Kronenburg (NAVO)
- Maxime Verhagen (fractievoorzitter CDA)

### Belgische deelnemers
- Erevoorzitter van de Bilderbergconferentie Étienne Davignon (vicevoorzitter Suez-Tractebel)
- Pierre Goldschmidt (ex-directeur-generaal van IAEA en ex-hoofd van het Department of Safeguards; onderzoeker aan het Carnegie Endowment for International Peace)
- Jean-Pierre Hansen (gedelegeerd bestuurder Suez-Tractebel)
- Maurice Lippens (ex-voorzitter Fortis)

## 2007

### Nederlandse en Belgische deelnemers
De conferentie van 2007 werd in het Ritz Carlton Hotel in Istanboel (Turkije) gehouden van 31 mei tot en met 3 juni.
- Victor Halberstadt, hoogleraar Economie, Universiteit van Leiden, voormalig honorair algemeen secretaris van de Bilderbergconferentie
- Jaap G. de Hoop Scheffer, secretaris-generaal NAVO
- John Kerr of Kinlochard, deputy chairman Royal Dutch Shell
- Neelie Kroes, commissaris Europese Commissie
- Hubert Burda, uitgever en CEO, Hubert Burda Media Holding
- Jean-Pierre Hansen, CEO Suez-Tractebel

(bron: Daniel Estulin)

## 2008

### Nederlandse en Belgische deelnemers
De conferentie van 2008 wordt in het Westfields Marriott hotel, Chantilly, Virginia (Verenigde Staten) gehouden van 5 juni tot en met 8 juni 2008.
- Koningin Beatrix
- Prins Willem-Alexander
- Jan Peter Balkenende, minister-president, Nederland
- Maxime Verhagen, minister van Buitenlandse Zaken, Nederland
- Frans Timmermans, staatssecretaris van Europese Zaken, Nederland
- Neelie Kroes, commissaris portefeuille Mededinging, Europese Commissie, Nederland
- Victor Halberstadt, hoogleraar Economie, Universiteit van Leiden, voormalig honorair algemeen secretaris van de Bilderbergconferentie
- Harold Goddijn, CEO TomTom

(bron Nederlandse Ambassade, Washington)

## 2009

### Nederlandse en Belgische deelnemers
De conferentie van 2009 wordt in Vouliagmeni, Griekenland gehouden van 14 mei tot en met 17 mei 2009.
- Koningin Beatrix der Nederlanden[2]
- Prins Constantijn der Nederlanden[2]
- Victor Halberstadt, hoogleraar Economie, Universiteit van Leiden, voormalig honorair algemeen secretaris van de Bilderbergconferentie[2]
- Ernst Hirsch Ballin, minister van Justitie, Nederland
- Jaap de Hoop Scheffer, Nederland[2]
- Neelie Kroes, Commissaris Portefeuille Mededinging, Europese Commissie, Nederland[2]
- Jeroen van der Veer, Nederland[2]
- Nout Wellink, Nederland[2]
- Hans Wijers, Nederland[2]
- Prins Filip van België[2]
- Étienne Davignon, België[2]
- Jean-Luc Dehaene, België[2]
- Guy Verhofstadt, België[2]

## 2010

### Nederlandse en Belgische deelnemers
De conferentie van 2010 werd in Sitges, Spanje gehouden van 3 juni tot en met 6 juni 2010.
- Koningin Beatrix der Nederlanden[3]
- Jan Hommen, Bestuursvoorzitter van ING Groep, Nederland[3]
- Victor Halberstadt, hoogleraar Economie, Universiteit van Leiden, voormalig honorair algemeen secretaris van de Bilderbergconferentie[3]
- Alexander Rinnooy Kan, Kroonlid en voorzitter van de Nederlandse Sociaal-Economische Raad, Nederland[3]
- Nout Wellink, De Nederlandsche Bank, Nederland[3]
- Étienne Davignon, vicevoorzitter Suez-Tractebel, België[3]
- Jan Huyghebaert, Voorzitter van de raad van bestuur van de KBC Groep, België[3]

## 2011

### Nederlandse en Belgische deelnemers
- Herman van Rompuy, Voorzitter van de Europese Raad
- Etienne Davignon, Minister van Staat
- Luc Coene, Gouverneur Nationale Bank van België
- Frans van Daele, Stafchef van de voorzitter van de Europese Raad, Herman Van Rompuy
- Thomas Leysen, Voorzitter Umicore
- Marc Bolland, Chief Executive, Marks and Spencer Group plc
- Marc Chavannes, Politiek Columnist, NRC Handelsblad; Professor journalistiek, Universiteit van Groningen
- Victor Halberstadt, Professor of Economics, Universiteit van Leiden; Voormalig Honorary Secretary General van de Bilderbergconferenties
- Neelie Kroes, Vicevoorzitter Europese Commissie; Europees Commissaris voor de Digital Agenda
- Beatrix der Nederlanden, staatshoofd
- Uri Rosenthal, Minister van Buitenlandse Zaken
- Jaap Winter, Partner De Brauw Blackstone Westbroek

## 2012

### Nederlandse en Belgische deelnemers
- Neelie Kroes, Vice President, Europese Commissie; Commissioner for Digital Agenda
- Karel de Gucht, Commissioner for Trade, Europese Commissie
- Prins Filip, kroonprins
- Victor Halberstadt, Professor of Economics, Universiteit van Leiden; Voormalig Honorary Secretary General van de Bilderberg Meetings
- Beatrix der Nederlanden, Staatshoofd
- Alexander Pechtold, Fractievoorzitter, D66
- Paul Polman, CEO, Unilever PLC
- Mark Rutte, Premier
- Paul Scheffer, Professor of European Studies, Tilburg University

## 2013

### Nederlandse en Belgische deelnemers
- Jean-François van Boxmeer, Bestuursvoorzitter/directeur Heineken N.V.
- Robbert Dijkgraaf, Director and Leon Levy Professor, Institute for Advanced Study
- Victor Halberstadt, Hoogleraar economie Universiteit Leiden ex-secretaris-generaal Bilderbergconferenties
- Klaas Knot, President van De Nederlandsche Bank
- Beatrix der Nederlanden, ex-staatshoofd
- Mark Rutte, Minister-president
- Etienne Davignon, Minister van Staat; ex-voorzitter Bilderbergconferenties
- Thomas Leysen,

## 2014

### Nederlandse en Belgische deelnemers
- Ben van Beurden, CEO, Royal Dutch Shell plc
- Victor Halberstadt, Hoogleraar Economie, Universiteit Leiden
- H.K.H. Prinses Beatrix der Nederlanden
- Diederik Samsom, Fractievoorzitter PvdA (Partij van de Arbeid)
- Paul Scheffer, Auteur; Hoogleraar Europese Studies, Universiteit van Tilburg
- Edith Schippers, Minister van Volksgezondheid, Welzijn en Sport
- Gerrit Zalm, Voorzitter van de Raad van Bestuur van ABN AMRO Group N.V.
- Etienne Davignon, Minister van staat
- Thomas Leysen, Voorzitter van de Raad van Bestuur van KBC Groep NV

## 2015

### Nederlandse en Belgische deelnemers
- Ben van Beurden, CEO, Royal Dutch Shell plc
- Karel De Gucht, voormalig eurocommissaris van Handel, voormalig Belgisch minister van Buitenlandse Zaken
- Jeroen Dijsselbloem, Nederlands minister van Financiën, voorzitter van de Eurogroep
- Louise Fresco, Bestuursvoorzitter van de Wageningen Universiteit
- Victor Halberstadt, Hoogleraar Economie, Universiteit Leiden
- Klaas Knot, President van De Nederlandsche Bank
- Thomas Leysen, voorzitter van KBC Group
- Charles Michel, eerste minister van België
- H.K.H. Beatrix der Nederlanden, voormalig koningin der Nederlanden
- Mark Rutte, minister-president van Nederland

## 2016

### Nederlandse en Belgische deelnemers[4][5]
- Aboutaleb, Ahmed, burgemeester van Rotterdam (NL)
- Beurden, Ben van, CEO, Royal Dutch Shell plc (NL)
- Dijksma, Sharon A.M., Minister van Milieuzaken (NL)
- Halberstadt, Victor, Hoogleraar Economie, Universiteit Leiden (NL)
- Kherbache, Yasmine, Vlaams Parlementslid (B)
- Leysen, Thomas, Voorzitter KBC Group (B)
- Michel, Charles, Eerste Minister (B)
- Willem-Alexander der Nederlanden (NL)
- Ollongren, Kajsa, Vice-burgemeester van Amsterdam (NL)
- Rutte, Mark, Minister-president  (NL)

## 2017

### Nederlandse en Belgische deelnemers[6][7]
- Halberstadt, Victor, Hoogleraar Economie, Universiteit Leiden (NL)
- Hamers, Ralph, Voorzitter ING Group (NL)
- Hennis-Plasschaert, Jeanine, Minister van Defensie (NL)
- Knot, Klaas H.W., Voorzitter van De Nederlandsche Bank
- Leysen, Thomas, Voorzitter KBC Group (B)
- Rutten, Gwendolyn, Voorzitter Open VLD (B)
- Slat, Boyan, Stichter en CEO, The Ocean Cleanup (NL)
- Wunsch, Pierre, Vice-gouverneur, Nationale Bank (B)

## 2018

### Nederlandse en Belgische deelnemers[8][9]
- Beurden, Ben van, CEO, Royal Dutch Shell plc (NL)
- Halberstadt, Victor, Hoogleraar Economie, Universiteit Leiden (NL)
- Kaag, Sigrid, Minister van Buitenlandse Handel (NL)
- Knot, Klaas H.W., Voorzitter van De Nederlandsche Bank
- Leysen, Thomas, Voorzitter KBC Group (B)
- Michel, Charles, Eerste Minister (B)
- Rutte, Mark, Minister-president  (NL)
- Cathy Berx, gouverneur van de Provincie Antwerpen (BE)

## 2019

### Nederlandse en Belgische deelnemers[10]
- Thomas Leysen (B), voorzitter KBC Group, Umicore
- Isabel Albers (B), Editorial Director, De Tijd / L'Echo
- Willem-Alexander der Nederlanden (NL)
- Jessica Uhl (NL), Royal Dutch Shell plc
- Victor Halberstadt (NL), Foundation Bilderberg Meetings
- Sigrid Kaag (NL), Minister Buitenlandse Handel
- Kathalijne Buitenweg (NL), Tweede Kamerlid GroenLinks
- Arnold Croiset van Uchelen (NL), Allen & Overy LLP
- Mark Rutte (NL), Minister-president

## 2020 en 2021
In 2020 en 2021 waren er vanwege de coronapandemie geen conferenties.

## 2022

### Nederlandse en Belgische deelnemers[11]
- Ben van Beurden (NL), CEO van Shell plc
- Victor Halberstadt (NL), Co-Chair Bilderberg Meetings; Professor of Economics, Leiden University
- Ralph Hamers (NL), Ralph (NLD), CEO van UBS Group AG
- Wopke Hoekstra (NL), Minister van Buitenlandse Zaken
- Jean Marc Huët (NL), voorzitter Heineken NV
- Thomas Leysen (B), Voorzitter Umicore en Mediahuis; Chair DSM
- Koning Willem-Alexander (NL)
- Mark Rutte (NL), Minister-president
- Tinne Van der Straeten (B), Minister voor Energie
- Peter Wennink (NL), President en CEO van ASML Holding NV

## 2023

### Nederlandse en Belgische deelnemers[12]
- Ben van Beurden (NL), Special Adviseur van de Raad van bestuur van Shell plc
- Dolf van den Brink (NL), CEO Heineken NV
- Koenraad Debackere (B), voorzitter KBC Group NV
- Victor Halberstadt (NL), Professor of Economics, Leiden University
- Sigrid Kaag (NL), Minister van Financën, Vice-premier
- Thomas Leysen (B), Voorzitter Umicore en Mediahuis; Chair DSM-Firmenich AG
- Rolly van Rappard (NL), mede-oprichter en mede-voorzitter van CVC Capital Partners
- Mark Rutte (NL), Minister-president
- Peter Wennink (NL), President en CEO van ASML Holding NV